# Nosodendron tonkineum
Nosodendron tonkineum är en skalbaggsart som beskrevs av Maurice Pic 1923. Nosodendron tonkineum ingår i släktet Nosodendron och familjen almsavbaggar. Inga underarter finns listade i Catalogue of Life.